# Неделински двуглас
Неделинският двуглас е специфично пеене, характерно с образуващите се в него кварти и секунди. То се различава коренно от родопското пеене (което е едногласно) ладово и ритмически.
Обикновено се пее от двойки, като първият глас „води“, а вторият „следи“. Често пъти се пее и антифонно от 2 двойки, като първата запява, а втората отпява.
Неделинският двуглас силно се отличава от двугласа в шопските и пиринските райони, като вторият глас използва почти само първия и четвъртия степени на дела. (Рядко използва и други тонове, когато и първият глас пее въпросните тонове.)
Песните са предимно безмензурни, но има и бързи, ритмични. Те са строго специфични за района, тъй като всяка фраза на ритмичните песни завършва с корона и това поражда впечатлението за спиране на ритмическата линия.
Неделинският двуглас се изпълнява единствено в гр. Неделино. Николай Кауфман нарича Неделино „двугласен остров в едногласното море на родопския фолклор“. Вероятно това се дължи и на преселници от Разложко, установили се в района на Неделино преди около шест века. Към 2014 година има нотирани събрани около 350 песни с неделински двуглас. Известни изпълнители са Сестри Георгиеви и Сестри Хаджиеви.
Националният фолклорен фестивал за двугласно пеене и народна песен с международно участие се провежда в Неделино от 2002 година и пази песенната традиция.